# Чемпіонат світу з трекових велоперегонів 2016 — індивідуальна гонка переслідування (жінки)
Змагання в індивідуальній гонці переслідування серед жінок на Чемпіонаті світу з трекових велоперегонів 2016 відбулись 2 березня 2016. Ребекка Вайсак з Австралії виграла золоту медаль.

## Результати

### Кваліфікація
Кваліфікація розпочалась о 14:27.
| Місце | Ім'я                | Країна    | Час      | Відставання | Примітки |
| ----- | ------------------- | --------- | -------- | ----------- | -------- |
| 1     | Ребекка Вайсак      | Австралія | 3:31.287 |             | Q        |
| 2     | Малґоржата Войтира  | Польща    | 3:34.519 | +3.232      | Q        |
| 3     | Енні Форман-Маккі   | Канада    | 3:35.694 | +4.407      | q        |
| 4     | Рут Віндер          | США       | 3:37.016 | +5.729      | q        |
| 5     | Міке Крьогер        | Німеччина | 3:38.002 | +6.715      |          |
| 6     | Еліз Дельзенн       | Франція   | 3:39.600 | +8.313      |          |
| 7     | Мелані Спат         | Ірландія  | 3:40.030 | +8.743      |          |
| 8     | Беатріче Бартеллоні | Італія    | 3:40.394 | +9.107      |          |
| 9     | Лотте Копецкі       | Бельгія   | 3:40.702 | +9.415      |          |
| 10    | Глорія Родрігес     | Іспанія   | 3:41.992 | +10.705     |          |
| 11    | Едіта Мазуревічюте  | Литва     | 3:46.051 | +14.764     |          |
| 12    | Пан Яо              | Гонконг   | 3:49.559 | +18.272     |          |
| 13    | Мінамі Увано        | Японія    | 3:49.788 | +18.501     |          |

### Фінали
Фінали розпочались о 19:05.
| Місце                    | Ім'я               | Країна    | Час      | Відставання |
| ------------------------ | ------------------ | --------- | -------- | ----------- |
| Заїзд за золоту медаль   |                    |           |          |             |
| 1                        | Ребекка Вайсак     | Австралія | 3:34.099 |             |
| 2                        | Малґоржата Войтира | Польща    | 3:41.904 | +6.805      |
| Заїзд за бронзову медаль |                    |           |          |             |
| 3                        | Енні Форман-Маккі  | Канада    | 3:36.055 |             |
| 4                        | Рут Віндер         | США       | 3:39.902 | +3.857      |